# 無仁義之戰
《無仁義之戰》（日语：／ Jingi Naki Tatakai）是日本作家飯干晃一以戰後在廣島實際發生的黑道內鬥「廣島抗爭」為題材所著小說。東映以此製作系列電影，由深作欣二執導，之後也改編成演劇。《電影旬報》在2009年（平成21年）的日本電影史上BEST 10將其選為「歷代第5位」。

## 小說
1972年（昭和47年），飯干晃一以主人公美能幸三在獄中的手記為基礎，在《週刊產經》5月26日號開始連載小說，其內容有將近一半是引用美能手記的實錄小說，團體、人名、地名全部以實名記述，手記和解說配合，所有事件依廣島抗爭的時系列演進，在《週刊產經》連載後獲得壓倒性的人氣。

## 系列各作品
深作原創五部作
- 無仁義之戰（1973年）
- 無仁義之戰 廣島死闘篇（日语：仁義なき戦い 広島死闘篇）（1973年）
- 無仁義之戰 代理戰爭（日语：仁義なき戦い 代理戦争）（1973年）
- 無仁義之戰 頂上作戰（日语：仁義なき戦い 頂上作戦）（1974年）
- 無仁義之戰 完結篇（日语：仁義なき戦い 完結篇）（1974年）

深作新系列
- 新無仁義之戰（日语：新仁義なき戦い）（1974年）
- 新無仁義之戰 組長之首（日语：新仁義なき戦い 組長の首）（1975年）
- 新無仁義之戰 組長最後之日（日语：新仁義なき戦い 組長最後の日）（1976年）

其他監督作品
- 之後的無仁義之戰（1979年） ※工藤栄一監督
- 新・無仁義之戰。（2000年） ※阪本順治監督
- 新・無仁義之戰／謀殺（2003年） ※橋本一監督

## 脚注
1. ↑  オールタイム・ベスト 映画遺産200 - キネマ旬報映画データベース-キネマ旬報 （页面存档备份，存于）（archive）、「キネ旬ムック オールタイム・ベスト映画遺産200 (日本映画編)」キネマ旬報社、2009年12月、p1-20
2. ↑  1位は東京物語とゴッドファーザー キネ旬がベスト10 - 朝日新聞デジタル （页面存档备份，存于）、「仁義なき戦い」40年目の壮絶秘話（1）「顔のシワ作り」に励んだ松方 （页面存档备份，存于）
3. ↑  ベスト200、p129
4. ↑  蘇る、p74-79
5. 1 2 3  週刊文春、2012年5月3、10日号、p184-188

## 外部連結
- 無仁義之戰 - 日本电影数据库
- 互联网电影数据库（IMDb）上《仁義なき戦い》的资料（英文）